# Pedro José Lorenzo
Pedro José Lorenzo Galán  (Torremejía, 19 de noviembre de 1967), conocido simplemente como Pedro José, es un exfutbolista y entrenador español que jugó como centrocampista. Actualmente ocupa un puesto en la dirección deportiva del C. D. Extremadura.
Desarrolló la mayor parte de su carrera en el desaparecido C. F. Extremadura, del que es el segundo jugador con más partidos oficiales disputados en su historia.
Posteriormente fue el segundo entrenador del Arroyo C. P. y el Extremadura U. D.

## Trayectoria
Mediocentro defensivo y rocoso, gran recuperador de balones, que con el paso del tiempo se reconvirtió a central. Un ejemplo de amor por unos colores: llegó con 18 años al CF Extremadura en la temporada 1985/86 y estuvo hasta la temporada 2003/04. Defendió al club de Almendralejo en Tercera División, Segunda División B, Segunda División y Primera División.
Debutó en 1.ª, con 28 años, el 1 de septiembre de 1996 (jornada 1) en el campo del Hércules (2-1). En total disputó 68 partidos y anotó dos goles en 1.ª división en dos temporadas. 
Tras 18 campañas en el Extremadura, en la temporada 2004/05 firmó por la UD Mérida y fue campeón del grupo XIV de 3.ª. 
Al año siguiente fichó por el Imperio de Mérida CP de 3.ª donde finalizó su carrera como futbolista.
Fue internacional con la Selección de Extremadura en el primer partido de su historia (28-12-2007), con victoria de 2-1 ante Guinea Ecuatorial.
Jugó como juvenil en el C. F. Pizarro de Mérida y como absoluto en el C. F. Extremadura, Mérida U. D. e Imperio de Mérida C. P., donde se retiró como futbolista en 2010.

## Clubes

### Como jugador
| Club                    | País   | Año       |
| ----------------------- | ------ | --------- |
| C. F. Extremadura       | España | 1985-2004 |
| Mérida U. D.            | España | 2004-2005 |
| Imperio de Mérida C. P. | España | 2005-2010 |

### Como entrenador
| Club                        | País   | Año       |
| --------------------------- | ------ | --------- |
| Extremadura U. D. (adjunto) | España | 2010-2011 |
| Arroyo C. P. (adjunto)      | España | 2011-2013 |
| Extremadura U. D. (adjunto) | España | 2014-2018 |

## Palmarés

### Títulos nacionales
| Título                       | Club              | País   | Año     |
| ---------------------------- | ----------------- | ------ | ------- |
| Tercera División de España   | C. F. Extremadura | España | 1989-90 |
| Segunda División B de España | C. F. Extremadura | España | 1993-94 |
| Tercera División de España   | Mérida U. D.      | España | 2004-05 |